# Castello di Dunnideer
Il castello di Dunnideer si trova a ovest del villaggio di Insch, nell'Aberdeenshire, nella Scozia orientale; è un castello in rovina risalente al XIII secolo situato all'interno dei bastioni di una fortezza di collina vetrificata risalente almeno al 1300 a.C..

## Storia
Costruito non più tardi della metà del XIII secolo, è una delle più antiche casatorre di cui restano tracce in Scozia. È stato costruito su un terrapieno di un ex forte dell'età del ferro, una fortificazione con non meno di cinque linee difensive separate costruite in più fasi. Inizialmente venne costruito un forte su una collina di Dunnideer sulle rive settentrionali del fiume Shevock il quale, essendo un'arteria commerciale fondamentale per gli insediamenti lungo la sua lunghezza, portò alla realizzazione di diversi forti nelle sue vicinanze. Non si sa con precisione quando fu realizzato il forte per la prima volta, ma già nel III secolo a.C. ne esisteva uno sulla collina. Col tempo assunse la forma di un'area rettangolare protetta da doppi bastioni. Il bastione interno era un muro di pietra vetrificata, ottenuto sottoponendolo a un calore intenso per fondere le pietre. Il bastione esterno era un muro di pietra normale che venne probabilmente rinforzato con travi di legno. Nell'angolo occidentale del recinto interno venne costruita una cisterna. Questo fortilizio divenne poi parte di un sistema più complesso, finendo inserito all'interno di ulteriori terrapieni in una configurazione trivallata (tripli bastioni). Il castello venne quindi costruito all'interno della fortezza. La struttura comprendeva una torre rettangolare in pietra che misurava 15 metri per 12,5 metri, dimensioni che la rendono probabilmente la prima casa a torre sulla terraferma della Scozia. Il piano terra era presumibilmente adibito a magazzino sebbene, a differenza della maggior parte delle strutture successive, non fosse a volta. Il primo piano sembra fosse una sala grande ed era illuminato da almeno una finestra ad arco. Lo scopo del piano superiore non è noto con certezza, ma potrebbe essere servito come alloggio. La torre non sarebbe stata isolata e numerosi altri edifici ausiliari (un forno, un birrificio, magazzini, officine e stalle) sarebbero stati nelle vicinanze, forse all'interno di un cortile sul lato orientale. Non è certo su chi abbia fondato il castello di Dunnideer. La tradizione locale suggerisce che sia stato costruito da Gregorio Magno (Giric), re dei Pitti, intorno all'880. Altri autori suggeriscono che fosse il nipote di re David I di Scozia, David, conte di Huntingdon. Tuttavia, il primo riferimento al sito risale al 1260, in un documento che riporta che Sir John de Balliol, Signore di Dunnideer, fece una sovvenzione all'Abbazia di Lindores. Poco si sa sulla storia successiva del castello.

## Descrizione
La fortezza è composta da almeno cinque anelli concentrici da difesa, costituiti da una serie di argini e fossati. Le parti più antiche sono i due anelli interni, costruiti in pietra rinforzata con legno. L'anello più interno racchiude un'area rettangolare lunga circa 65 metri per 25 metri di larghezza. I tre anelli difensivi esterni sono di terra e sembrano incompiuti. Queste strutture potrebbero essere state costruite intorno al 1200 a.C.. Al centro della fortezza si trovano i ruderi di una torre medievale in pietra, costruita in parte con pietre vetrificate prelevate dal forte. Il piano terra è poco illuminato ed era probabilmente utilizzato come magazzino. Il primo piano era molto più imponente.